# Лю Ся (поэтесса)
Лю Ся (кит. 刘霞; род. 1 апреля 1961, Пекин, КНР) — китайская поэтесса, художница, фотохудожник.
Лю родилась в Пекине. Работала в 1980-х в Пекинской налоговой службе. Была увлечена искусством, поэтому, оставив работу в налоговой службе в 1993, Лю Ся посвящает себя творческой деятельности: сначала, в 1980-х, она была заинтересована в организации литературных салонов в Пекине и в работе над поэзией; позже она начала работать как художник и фотохудожник. Лю Ся первый раз встретилась с писателем и диссидентом Лю Сяобо (кит. 刘晓波) в литературном кругу Пекина в 1980-х годах, и они бракосочетались в 1996 году, когда он отбывал тюремный срок в воспитательном трудовом лагере. Когда Лю Сяобо был удостоен Нобелевской премии мира в 2010 году, Лю Ся оказалась в центре внимания международного сообщества, так как она была единственным человеком, который мог общаться с Лю Сяобо, потому что он был в это время в тюрьме, а китайские власти разрешили Лю Ся навестить её мужа, но после того как она навестила Лю Сяобо, Лю Ся сама была помещена под домашний арест.

## Биография
Лю Ся была государственным служащим и начинающим молодым поэтом, когда впервые встретилась в середине 1980-х годов с Лю Сяобо; она была замужем, и он тоже был в браке, но они были частью богемного интеллектуального круга, который часто собирался у неё дома.
Первый брак Лю Сяобо закончился разводом в 1991 году — в то время как он находился в тюрьме за своё участие в протестах на площади Тяньаньмэнь; Лю Ся — также развелась. После того, как он освободился, они, однажды вновь встретившись, влюбились. Они заключили брак в 1996 году — в то время, как Лю Сяобо вновь отбывал трёхлетний срок в лагере трудового перевоспитания. Лю Сяобо освободился в 1999 году, но пара была вновь разлучена в 2008 году после того, как Лю Сяобо был арестован за участие в разработке «Хартии 08».
Лю Ся, после того как Лю Сяобо стал лауреатом Нобелевской премии мира 2010 года, провела восемь лет под домашним арестом в то время, как её муж, отбывающий 11-летний срок за подрывную деятельность против государства, томился в тюрьме в Цзиньчжоу, в провинции Ляонин. Власти не позволили Лю Ся приехать в Осло на церемонию вручения Нобелевской премии. Её телефон и интернет были заблокированы, ей запретили ежедневно выходить на улицу, опасаясь, что к ней могут подойти активисты или журналисты; ей было разрешено только навещать мужа и родителей; и она могла выходить из дома в сопровождении агентов службы безопасности в магазин, чтобы купить продукты.
В начале 2013 года ей разрешили участвовать в судебном процессе над её младшим братом Лю Хэем, обвинённым в мошенничестве; судебный процесс, по мнению критиков, был политически мотивированным ответом на интервью Лю Ся для Ассошиэйтед Пресс и встречу с друзьями, которые пробрались в её квартиру однажды, чтобы обнять её и обменяться парой слов, прежде чем их выпроводят вон агенты службы безопасности.
У неё была диагностирована депрессия в 2014 — после её многолетнего домашнего ареста и переживаний за судьбу младшего брата, заключённого в тюрьму.
Лю Ся страдала от проблем с сердцем, а также от тяжёлой депрессии в декабре 2013, но не обратилась за медицинской помощью из боязни, что это будет использовано властью, чтобы её дополнительно наказать. В январе 2014 года она всё же была госпитализирована для лечения сердечного заболевания.
Друзья рассказывали журналистам, что она таила от своего мужа эти новости о своём плохом здоровье, о своих страданиях, а также о том, что её брат находится в тюрьме, до марта 2017, когда она почувствовала, что больше не может всего этого скрывать от Лю Сяобо; её друзья говорили, что Лю Ся в то время принимала лекарство, иначе она не могла уснуть ночью. Смерть её отца в 2016, и матери в феврале 2017, — также оказали своё влияние на состояние её здоровья.
После смерти Лю Сяобо от рака печени 13 июля 2017 власти не ослабили своё внимание к 56-летнему художнику, поэту и фотографу: её редко видели на фотографиях или видео. Одно недавнее видео 2017 года, показывающее её сзади, было взято камерой наблюдения, направленной на больного Лю Сяобо в строго охраняемой Первой больнице Китайского медицинского университета в Шэньяне, провинции Ляонин (в июне 2017 её мужу было предоставлено условно-досрочное освобождение для лечения в этой больнице после того, как в мае 2017 в тюрьме у него был диагностирован рак печени): Лю Ся можно было легко узнать по её хрупкой фигуре и бритой голове, когда она всхлипнула, а врач протянул ей платок.
В конце ноября 2017 года пекинский правозащитник и её друг Ху Цзя (кит. 胡佳) сообщил, что Лю Ся перенесла операцию по поводу фибромиомы матки примерно в октябре-ноябре 2017, хотя точная дата неизвестна. Ху Цзя также сказал, что у неё чрезвычайно тяжёлая депрессия. Лю Ся сообщила своему адвокату о своей депрессии, вызванной долгой изоляцией, но она не захотела обращаться к психологу, опасаясь, что власти могут отправить её в психиатрическую больницу против собственной воли.

## Фотогалерея
| - Церемония вручения Нобелевской премии мира 2010 года: пустое кресло на подиуме было зарезервировано для Лю Сяобо, который находился в тюрьме; китайские власти также не позволили его жене, Лю Ся, приехать в Осло на Нобелевскую церемонию, но вместо этого посадили её под домашний арест. - Граждане Гонконга на Рождественском параде требуют освобождения Лю Сяобо у стен Бюро по связям Госсовета КНР. Фото: 5 февраля 2017 года - Первая больница Китайского медицинского университета в Шэньяне, где 13 июля 2017 скончался Лю Сяобо. (Фото: 14 июля 2017) - Люди собрались на улице Гонконга почтить память Лю Сяобо, который скончался 13 июля 2017. (Фото: 17 июля 2017 года) |

### Отъезд в Германию
Лю Ся была на похоронах Лю Сяобо, которые были устроены в океане 15 июля 2017 года, когда его прах был развеян среди вод у северо-восточного китайского берега. После прощания с Лю Сяобо, Лю Ся, — как сообщил её друг, китайский писатель и диссидент Ляо Иу (среди публикаций на русском встречается также другой вариант имени, Ляо Иву), — жила некоторое время в городе Дали в провинции Юньнань вместе со своим младшим братом Лю Хэем, а когда друзья и семья Лю Ся сказали, что она вернулась в Пекин 4 августа 2017, то немецкие и американские дипломаты попытались посетить её квартиру, но были остановлены охранниками. Немецкие дипломаты заявили, что они попытаются добиться, чтобы китайское правительство позволило Лю Ся свободно передвигаться, хотя китайские официальные лица говорили, что Лю Ся была свободна и имела право передвижения согласно китайскому законодательству.
Ляо Иу, живущий в изгнании в ФРГ, рассказал, что посол Германии в Китае звонил Лю Ся 1 апреля 2018 года, на её 57-м день рождения, чтобы пригласить её сыграть с Ангелой Меркель в бадминтон в Берлине, и что он, Ляо Иу, часто обсуждал с Лю Ся по телефону её будущие литературные встречи в Германии с писателем Гертой Мюллер и другими её друзьями и коллегами; Лю Ся позвонила ему 30 апреля 2018 года и сказала, что она ничего не боится, и если не уедет из Китая, то умрёт дома, потому что у неё нет ничего без Лю Сяобо в этом мире, ей легче умереть и тем самым использовать смерть, чтобы не подчиняться. Ляо Иу боялся, что китайское правительство заявит, как это было прежде с Лю Сяобо, что Лю Ся не желает покидать Китай, но против такого случая у него было её письмо с просьбой помочь ей в выезде из Китая, и ещё он спросил у неё разрешения для публикации записи их телефонного разговора, случившегося 8 апреля 2018, где Лю Ся, задыхаясь от слёз, говорила, что, когда немецкий посол к ней позвонил, она сразу начала собираться в дорогу, и что она попробует написать заявление немецкому правительству, хотя у неё нет ни компьютера, ни смартфона.
Лю Ся вылетела из Пекинского аэропорта в Берлин для лечения 10 июля 2018 года. Её младший брат, Лю Хэй, оставшийся в Китае, написал в тот день в социальной сети WeChat, что Лю Ся улетела в Европу, чтобы начать новую жизнь, и он благодарен всем, кто помогал ей все эти годы. Лю Хэй был приговорён к 11 годам тюрьмы по обвинению в мошенничестве в 2013 году, но освобождён в 2015 году под залог и обязательство соблюдать строгие условия. Китайский правозащитник Ху Цзя считает, что Лю Хэй, оставаясь в Китае, используется как заложник. Лю Ся долгое время настаивала, чтобы её младший брат выехал вместе с ней из Китая, также из опасений, что если Лю Хэй останется в Китае, то через него будут пытаться ограничить её свободу слова за границей.
| - Ляо Иу, китайский писатель, устный историк, народный музыкант, живущий в изгнании в ФРГ. - Герта Мюллер была награждена Нобелевской премией по литературе в 2009 году за её рассказ о трудной жизни в коммунистической Румынии. |

## Творчество

### Поэзия
- «Пустые стулья: избранные стихотворения» (Empty Chairs: Selected Poems)

Издательство «Грейволф Пресс» (Graywolf Press) в 2015 опубликовало сборник поэзии Лю Ся, «Пустые стулья: избранные стихотворения» (Empty Chairs: Selected Poems), — первая публикация стихотворений Лю Ся и в английском переводе, и в китайском оригинале, в которую вошла также небольшая подборка её художественной фотографии.
У меня не было шанса
сказать слово, прежде чем ты стал
персонажем в новостях,
все смотрят на тебя,
как я была измотана —
на краю толпы,

просто покуривая
и наблюдая за небом.

Возможно, новый миф
формировался там,
но солнце было таким ярким —
Я не могла увидеть это.—отрывок из стихотворения Лю Ся «2 июня 1989 (для Сяобо)»
Лауреат Нобелевской премии по литературе Герта Мюллер написала для сборника предисловие, назвав поэзию Лю Ся «смесью из шёлка и железа». Перевод с китайского на английский сделали Мин Ди (Ming Di) и Дженнифер Стерн (Jennifer Stern). В сборник были выбраны стихотворения, созданные Лю Ся в период с 1983 по 2013.
Переводчик Мин Ди говорит, что, завершая работу над переводом «Пустых стульев», казалось, она только начинала путешествие, потому что, размышляя об этой поэзии, Мин Ди видит — сколько ещё всего будет впереди после многих событий в прошлом: стихотворения, охватывающие события с 1982 года по настоящее время, свидетельствуют о политических и социальных изменениях в Китае, а также рассказывают об изменениях в личной жизни Лю Ся: о её любви к писателю-диссиденту, сопровождающей Лю Ся в течение долгих лет тюремного заключения Лю Сяобо, когда она остаётся в Китае, чтобы быть рядом с ним, — это изменило её жизнь навсегда, — нужно прожить политические реальности в современном Китае с 1980-х до нового столетия, чтобы понять немного её работы, хотя Лю Ся — это и не политик.
Дженнифер Стерн в предисловии к книге пишет, что, — читая стихотворения Лю Ся о Кафке, танцоре Нижинском, стихи, посвящённые матери её мужа, стихи о табаке, о птицах, странных снах, деревьях, превращениях её возлюбленного в причудливые предметы и возвращениях обратно в своё тело, — мы ищем ответы на естественные вопросы: кто такая Лю Ся? о чём пишет Лю Ся? в чём польза вообще всей мировой поэзии для человечества? зачем мы читаем стихи? зачем мы пишем стихи? — но сейчас хочется задать ещё один простой вопрос и китайскому правительству: где Лю Ся? — потому что после смерти её мужа, Лю Сяобо, никто из друзей и коллег Лю Ся не видел её уже несколько месяцев. Китайское правительство, желая наказать Лю Сяобо, наказывает невинную женщину лишь за то, что она была его женой, и тем самым хочет дать урок всему человечеству, что тирания имеет такую власть — творить произвол, — чтобы поселить в душах людей страх, — но мы являемся людьми, которые пишут стихи, чтобы общаться между собой, поэтому мы не будем мириться с такой несправедливостью — изоляцией Лю Ся от окружающего мира и лишением её общечеловеческого права на свободное передвижение, — но будем читать поэзию Лю Ся, будем спорить о её поэзии, изучать и обсуждать, потому что Лю Ся — это часть всего человечества, она пишет стихи, чтобы общаться с нами — мы не позволим китайскому правительству заставить нас забыть Лю Ся.

### Художественная фотография
- «Тихая сила Лю Ся» (The Silent Strength of Liu Xia)

Французский писатель Гай Сорман (Guy Sorman) однажды посетил Лю Ся в Пекине, и обнаружил, что стены её квартиры были увешаны большими черно-белыми фотографиями, на которых можно было увидеть выразительные куклы, которые очень его поразили. И благодаря его усилиям, эти фотографии были перевезены контрабандой из Китая в США. Двадцать шесть фотографий, которые, как говорит Сорман, являются метафорическим представлением о страданиях, с которыми столкнулись Лю Сяобо, Лю Ся, и китайский народ в целом, были подготовлены для выставки под названием «Тихая сила Лю Ся» и демонстрировались в Итальянской академии Колумбийского университета в Манхэттене в феврале 2012 года.
- «Одинокие планеты» (Lonely Planets)

Незадолго до трагической смерти Лю Сяобо, в Интернете была устроена выставка фотографических работ Лю Ся под названием «Одинокие планеты»: черно-белые фотографии, на которых шары, завернутые в алюминиевую фольгу, представляли собой как бы одинокие планеты, сияющие во тьме.